# Biuro Konstrukcyjne Lazurit
Biuro Konstrukcyjne Lazurit – radzieckie biuro konstrukcyjne okrętów podwodnych, założone w 1930 roku jako grupa konstrukcyjna stoczni Krasnoje Surmowo w Gorki. 
W 1953 roku grupa otrzymała samodzielny byt jako SKB-112, wciąż jednak była podporządkowana stoczni. W tym czasie, z biura CKB-18 (późniejszy Rubin) otrzymała wchodzący właśnie do masowej produkcji projekt 613 (NATO: Whiskey). W roku 1956 SKB-112 uzyskała niezależność, i jako niezależne biuro CKB-112, opracowało konstrukcję okrętów drugiej generacji o napędzie atomowym  projektu 670, okręty podwodne o napędzie spalinowo-elektrycznym oraz podwodne pojazdy specjalistyczne.
W 1968 roku, biuro zostało przemianowane na „Sudoprojekt”, a w 1974 roku przyjęło współczesna nazwę „Lazurit”.
Po zakończeniu zimnej wojny Lazurit zaprzestał pracy na potrzeby wojska, skupiając się pojazdach naukowo-badawczych, ratowniczych oraz komercyjnych pojazdach podwodnych.